# Epimetula stipatrix
Epimetula stipatrix är en fjärilsart som beskrevs av Sergius G. Kiriakoff 1962. Epimetula stipatrix ingår i släktet Epimetula och familjen tandspinnare. Inga underarter finns listade i Catalogue of Life.